# Piazza Dante (Pisa)
Piazza Dante è una della piazze di più recente realizzazione della città di Pisa, situata nel quartiere medievale di Santa Maria, sulla sponda destra del fiume Arno, ed esito di un'opera di diradamento edilizio avvenuta ad inizio del XX secolo.

## Caratteristiche e struttura della piazza
L'assetto della piazza è frutto di un progetto architettonico elaborato agli inizi degli anni novanta del XX secolo dallo studio di architettura Landucci-Bortolozzi, a seguito di un concorso di idee istituito al fine di riqualificare l'area a spazio verde e vitale nel cuore della città. Si trattò prevalentemente di una rielaborazione degli elementi d'arredo, senza negare l'originaria impostazione della struttura quale "piazza con fondale" incentrata sulle facciate di palazzi storici e di funzione pubblica, in particolare sull'edificio della Cassa di Risparmio di Pisa. La struttura è quella classica del modello piazza-giardino, rettangolare o comunque regolare, tipico della prima metà del Novecento, con elementi che per forma, materia e dimensioni, si configurano come voluto richiamo all'ottocentesca piazza Santa Caterina (ora Martiri della libertà), sita anch'essa in Pisa.
Il centro dell'area, tagliata dall'asse viaria via Pasquale Paoli-via dell'Ulivo, si caratterizza per la presenza di due vaste aiuole a verde, la prima, antistante il Palazzo della Sapienza, adornata con diverse specie arboree a calcare l'immagine di un piccolo bosco; la seconda, posta di fronte al Palazzo della Cassa di Risparmio, mantenuta volutamente più sobria, ove spiccano le grandi palme piantate negli anni venti dello scorso secolo: due Phoenix canariensis, una Washingtonia filifera e una Butia capitata. Vi si trova inoltre un grande ficodindia (Opuntia ficus-indica), piantato da un fitoteppista nel 1999. Le due aree, trasformate in prati inerbiti e corredate da elementi d'arredo marmorei, sono il principale intervento del progetto, unito all'eliminazione dei marciapiedi e al reimpiego del lastricato preesistente. La parte ovest della struttura apre su via Collegio Ricci, antistante l'omonimo palazzo universitario, e permette la comunicazione sia con la sede del Teatro Rossi (ex Teatro Regio) sia con la vicina piazza Carrara. Inoltre, percorrendo via dell'Arancio dall'angolo nord-ovest, è possibile accedere direttamente a via Santa Maria, ove sono siti numerosi dipartimenti universitari di impianto umanistico e scientifico. L'area sud, invece, è occupata dai due edifici principali: il Palazzo della Sapienza, sede della facoltà di Giurisprudenza e della Biblioteca Universitaria sin dal 1823, e la Cassa di Risparmio di Pisa, per la cui progettazione e valorizzazione venne ideato l'impianto della piazza stessa. La parte est è delimitata da via Curtatone e Montanara e dalla chiesa di San Frediano, corredata di omonima piazza; attraverso tale via è possibile accedere sia al lungarno Pacinotti, procedendo in direzione sud, sia alla nota piazza dei Cavalieri, procedendo in direzione nord. Infine il perimetro settentrionale, sul prolungamento di via dell'Arancio, originariamente occupato da edifici ecclesiastici di collocazione medievale, vede oggi l'aprirsi di diversi negozi e botteghe (paninoteche, copisterie, laboratori artigianali, ecc.), i quali offrono numerosi servizi e conferiscono alla piazza il ruolo di area ristoro; tipica la presenza di turisti e studenti che, durante le pause tra una lezione e l'altra, sono soliti riposare sulle apposite panchine, disposte in forma circolare ed ellittica, all'ombra degli alberi di ciascuno spazio verde.

## Storia

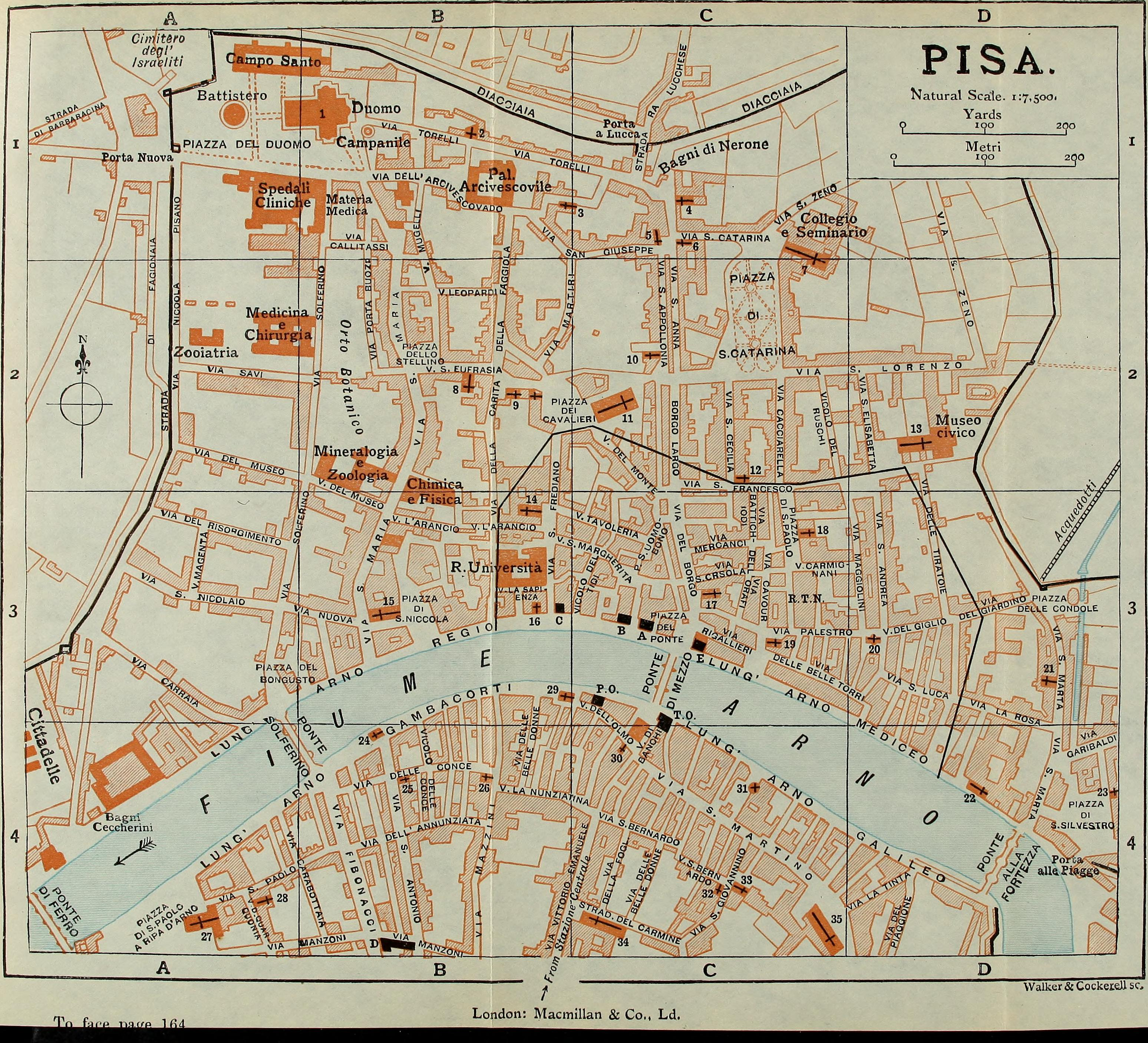
In questa mappa del 1911 si può osservare la conformazione urbanistica prima dei lavori di demolizione dei palazzi che si affacciavano sul prolungamento di via dell'Arancio.

### Le origini
La piazza, a differenza della maggior parte degli spazi pubblici medievali, non è nata come spontaneo centro di aggregazione e riunione, bensì come risultato di un lucido e preciso intervento urbanistico, il quale ha comportato, sebbene a più riprese, la demolizione di interi isolati oggetto di numerose trasformazioni architettoniche sin dall'età medioevale. La piazza era infatti occupata da una serie di edifici che si affacciavano sul prolungamento di via dell'Arancio, inclusa la chiesa di Sant'Isidoro, attestata per la prima volta nel 1030 e trasformata in semplice oratorio alla fine del XVI secolo. Sul lato sud-est nel XIV secolo fu creata la piazza del Grano, nel luogo dove ora sorge il palazzo della Sapienza, con la funzione di spazio adibito al commercio, dotata di portici e botteghe artigiane e pavimentazione in mattoni. Nel XV secolo, in piena età medicea, Lorenzo de' Medici decise di trasferire la sede dell'Università di Pisa laddove era la piazza del Grano per risolvere il problema della dispersione delle numerose "scuole" destinate alla didattica sparse nel tessuto cittadino pisano. Ciò pose le basi per la creazione del Palazzo della Sapienza, iniziato nel 1486 da Lorenzo de' Medici stesso e completato nel 1543 da Cosimo I, ed il trasferimento dei commerci del grano nell'antica "piazza dei porci", oggi piazza delle Vettovaglie.

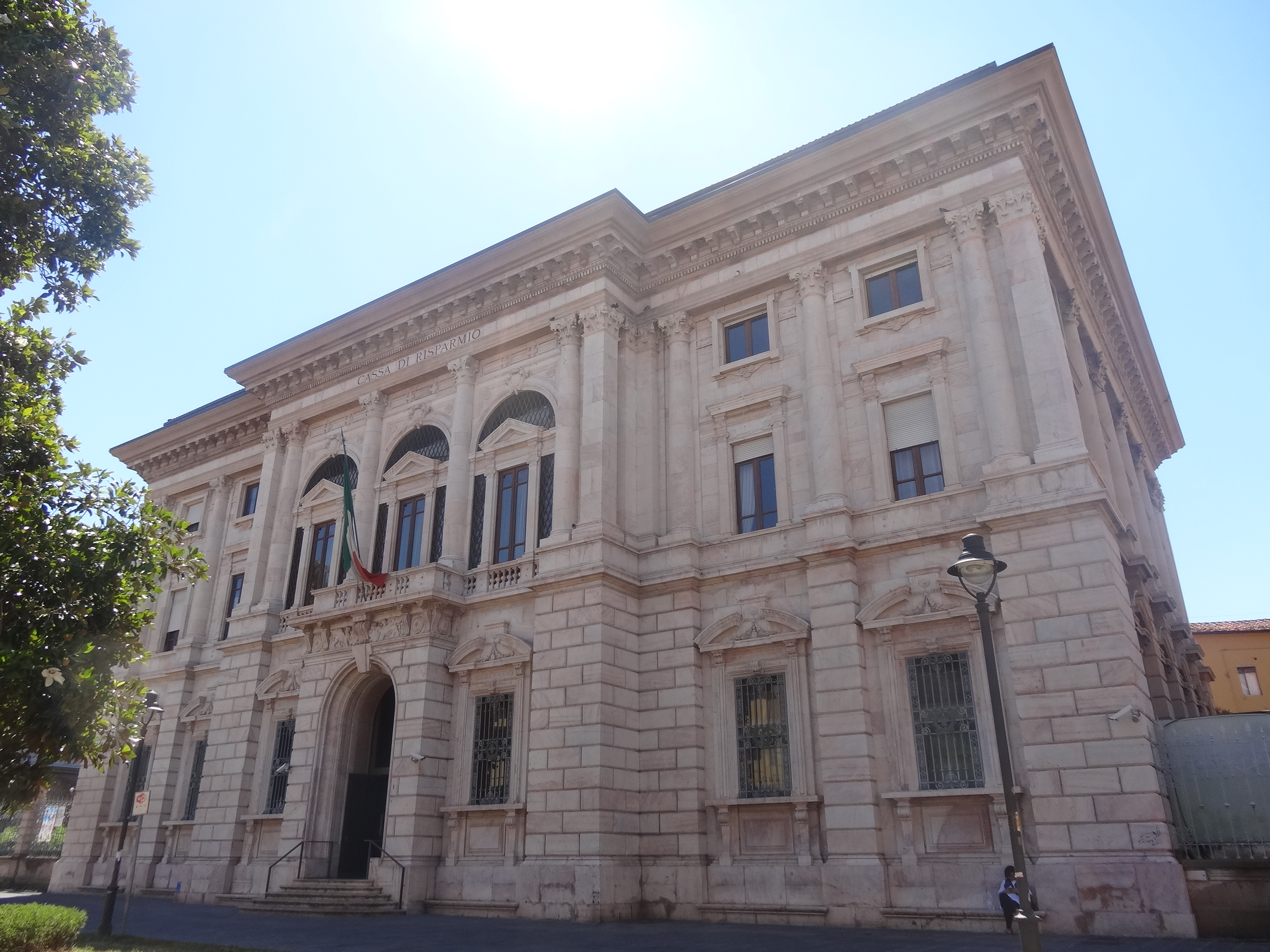
Il palazzo della Cassa di Risparmio di Pisa.

Il processo di ricostruzione che ha portato all'assetto odierno della piazza ebbe origine agli inizi del XX secolo e comportò innanzitutto la demolizione dei restanti edifici medievali, poi la costruzione del palazzo della Cassa del Risparmio, su progetto di Pietro Studiati Berni, e l'allestimento, negli anni venti dello stesso secolo, di due grandi aiuole a verde nell'area antistante. Le operazioni si sono susseguite in diversi momenti fino alle ultime trasformazioni degli anni trenta, quando venne costruita la nuova facciata della Sapienza e definitivamente abbattuto l'isolato ad essa posto di fronte, e degli anni novanta del Novecento (con il rifacimento degli spazi verdi e del lastricato.

### La campagna scavi del 1991
Collocata al centro della città medievale e sviluppatasi in seguito a complesse operazioni di trasformazioni urbanistiche, l'area di Piazza Dante ha necessariamente un elevato potenziale archeologico, che è stato indagato nel 1991 quando sono state intraprese una serie di indagini archeologiche nell'area da esso occupata. Gli scavi, condotti dalla Soprintendenza Archeologica per la Toscana e promossi dalla Cassa di Risparmio di Pisa (che ne ha sostenuto sia le spese di operazione che di pubblicazione), sono stati effettuati per far fronte alla necessità di compiere una verifica delle condizioni di realizzazione della nuova riorganizzazione urbanistica della piazza che l'Istituto di Credito Pisano, insieme all'amministrazione comunale e la Soprintendenza ai beni ambientali, architettonici, artistici e storici, aveva promosso nel 1989.
La campagna di scavo è stata articolata in due ampi saggi stratigrafici, uno nella zona centrale della piazza, nello spiazzo fra le due aiuole in asse con via Paoli e via dell'Ulivo e l'altro nell'area delimitata da via del Collegio Ricci e via dell'Arancio. Le indagini effettuate nel 1991 hanno permesso di riportare alla luce numerosi edifici di impianto medievale compresi fra XI e XII secolo e l'acquisizione di una serie di dati preziosi non solo per la ricostruzione della fisionomia del quartiere medievale, ma dell'intera storia urbanistica pisana dall'età etrusca ai giorni nostri, consentendo l'apertura di nuove prospettive di interpretazione storica. Gli scavi del 1991 risultano oggi un momento di particolare rilievo in merito al contributo di informazioni che offrono circa le vicende urbanistiche della città, presentandosi come una delle prime esperienze di largo respiro dell'area urbana pisana e una delle prime operazioni archeologiche di recupero della memoria storica della città. L'area infatti, nonostante gli innumerevoli interventi di risistemazione, non era mai stata indagata (nemmeno durante gli sterri degli anni trenta del Novecento), certamente a causa della difficoltà tecnica di raggiungimento dei livelli antichi, alla scarsa attitudine alla coscienza storica del periodo e alla tendenza ad anteporre l'interesse esclusivamente verso le straordinarie evidenze monumentali collegate alla stagione della libera repubblica marinara.

### La piazza oggi: attività ed eventi
L'importanza riservata a questa piazza nella vita della città e dei suoi abitanti è stata profondamente rivalutata negli ultimi decenni, a seguito anche dei lavori di sistemazione che ne hanno consentito l'identificazione come uno dei pochi spazi verdi della realtà urbana. In questo senso, la riqualificazione dell'intera area sembra indicare un'inversione di tendenza rispetto l'eccessivo sfruttamento degli spazi, inversione certamente facilitata dall'interdizione della circolazione di veicoli a motore.
Punto di ritrovo soprattutto per studenti, nonostante la chiusura momentanea del Palazzo della Sapienza (avvenuta il 29 maggio 2012 a causa della vulnerabilità sismica dell'edificio) abbia fatto registrare una diminuzione dell'abituale frequentazione, oggi la piazza sembra comunque pullulare di vita. Al fine di oltrepassare indenne questa fase critica che comunque si è fatta sentire, il Comune di Pisa si è reso spesso promotore di diversi eventi e attività.